# Member of Parliament (Vereinigtes Königreich)
Member of Parliament (MP), deutsch Mitglied des Parlaments, ist im Vereinigten Königreich ein an Einzelpersonen verliehener Titel, den die Abgeordneten des House of Commons (Unterhaus) im Parlament des Vereinigten Königreichs führen. Obwohl auch die Angehörigen des House of Lords (Oberhaus) Teil des Parlaments sind, bezeichnet Member of Parliament nur die Angehörigen des House of Commons.
Alle Abgeordneten des House of Commons haben das Recht, ihrem Namen die Abkürzung MP (walisisch AS = Aelod Seneddol) nachzustellen. Abgeordnete, die Mitglied des Privy Council sind, haben das Recht, als The Right Honourable (abgekürzt The Rt. Hon. oder Rt Hon.; deutsch der/die sehr Ehrenwerte) bezeichnet zu werden.